# Дзержонюв
Дзержо́нюв (пол. Dzierżoniów, нем. Reichenbach im Eulengebirge) — город в Польше, входит в Нижнесилезское воеводство, Дзержонювский повят. Имеет статус городской гмины. Занимает площадь 20,07 км². Население 34 958 человек (на 2005 год).

## История
- 27 июля 1790 года в городе была подписана Рейхенбахская конвенция между Австрией и Пруссией.
- В 1813 году здесь были подписаны три Рейхенбахские конвенции, в которых участвовали, Россия, Пруссия, Великобритания и Австрия.

## Галерея

Панорама рыночной площади

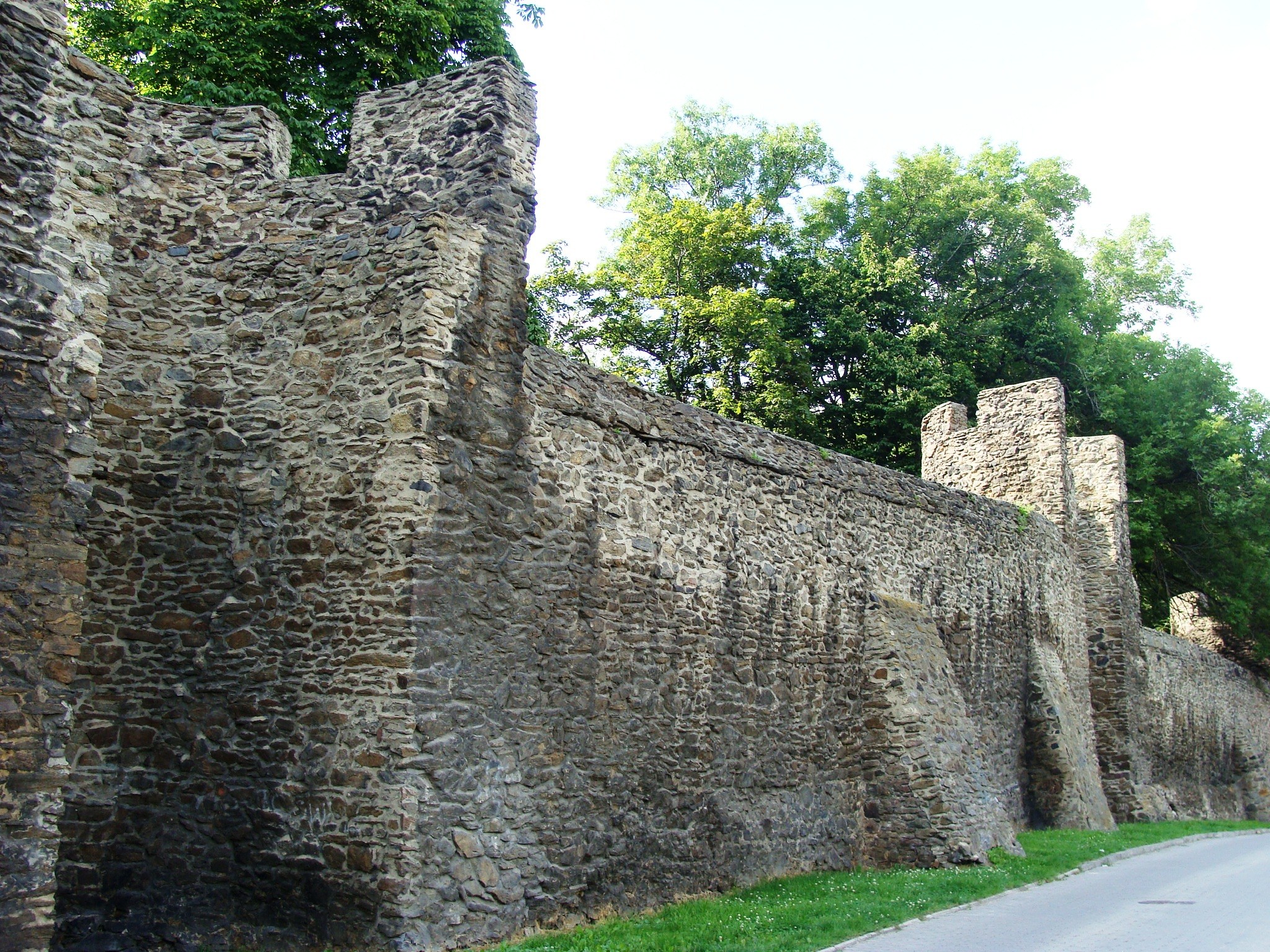
Средневековая оборонительная стена
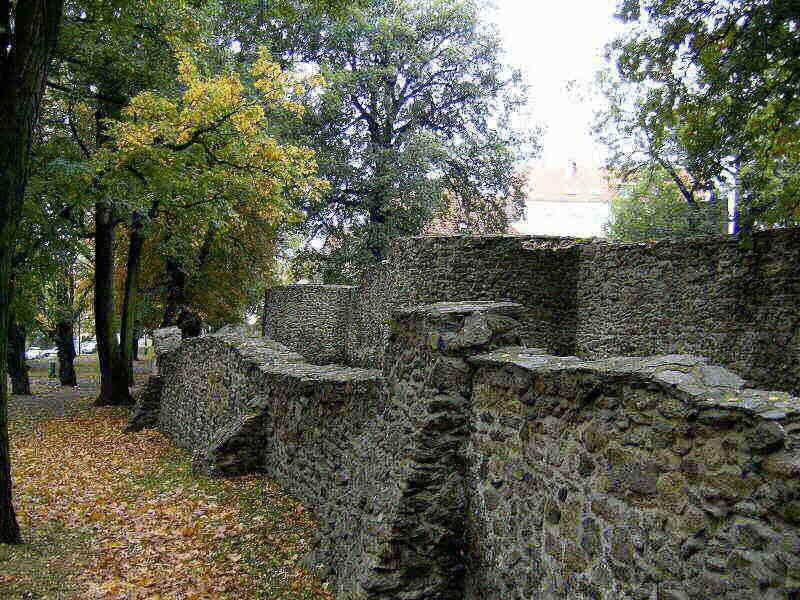
Средневековая оборонительная стена
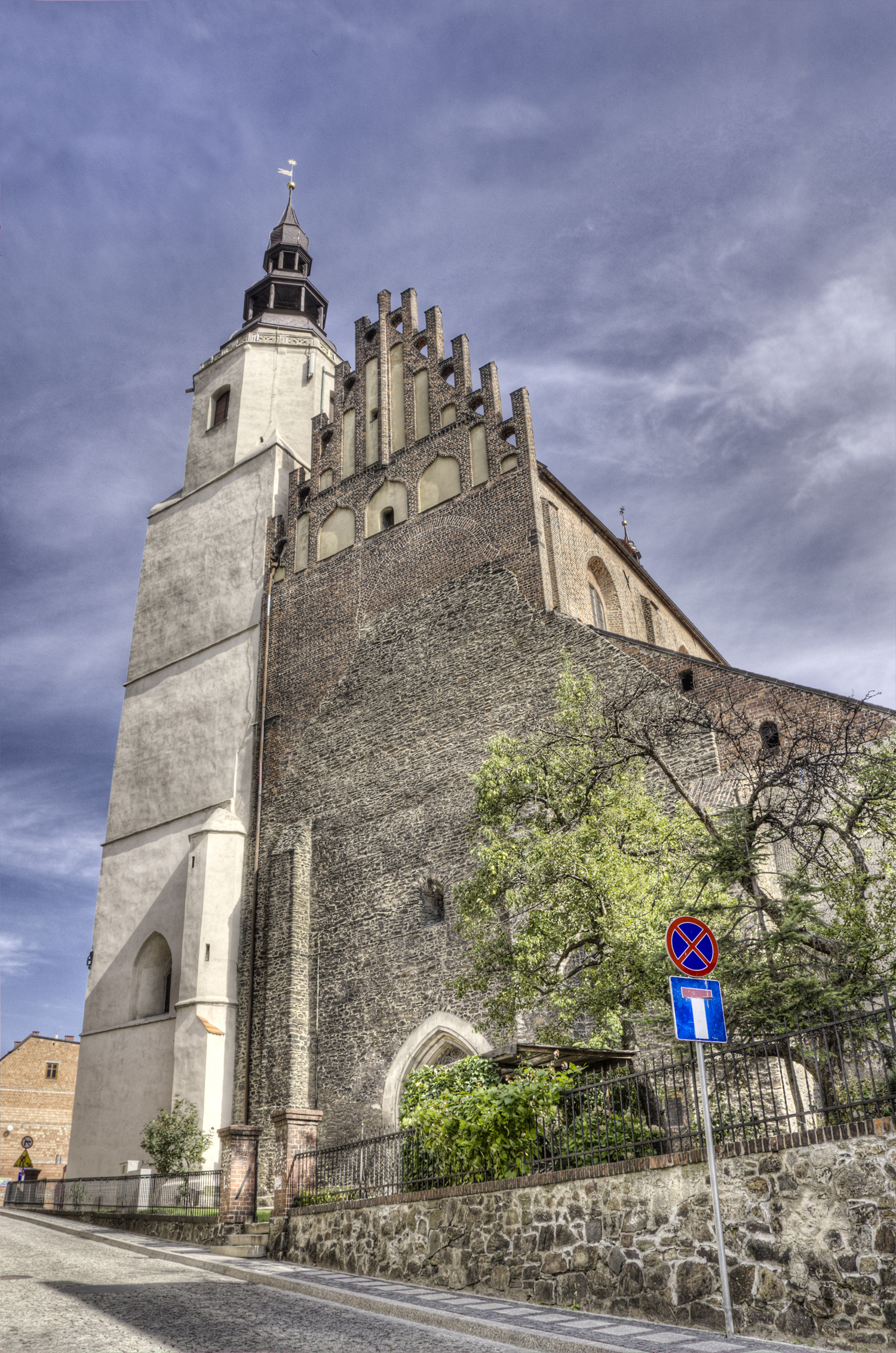
Церковь Св. Герга
Монастырская церковь Августинцев
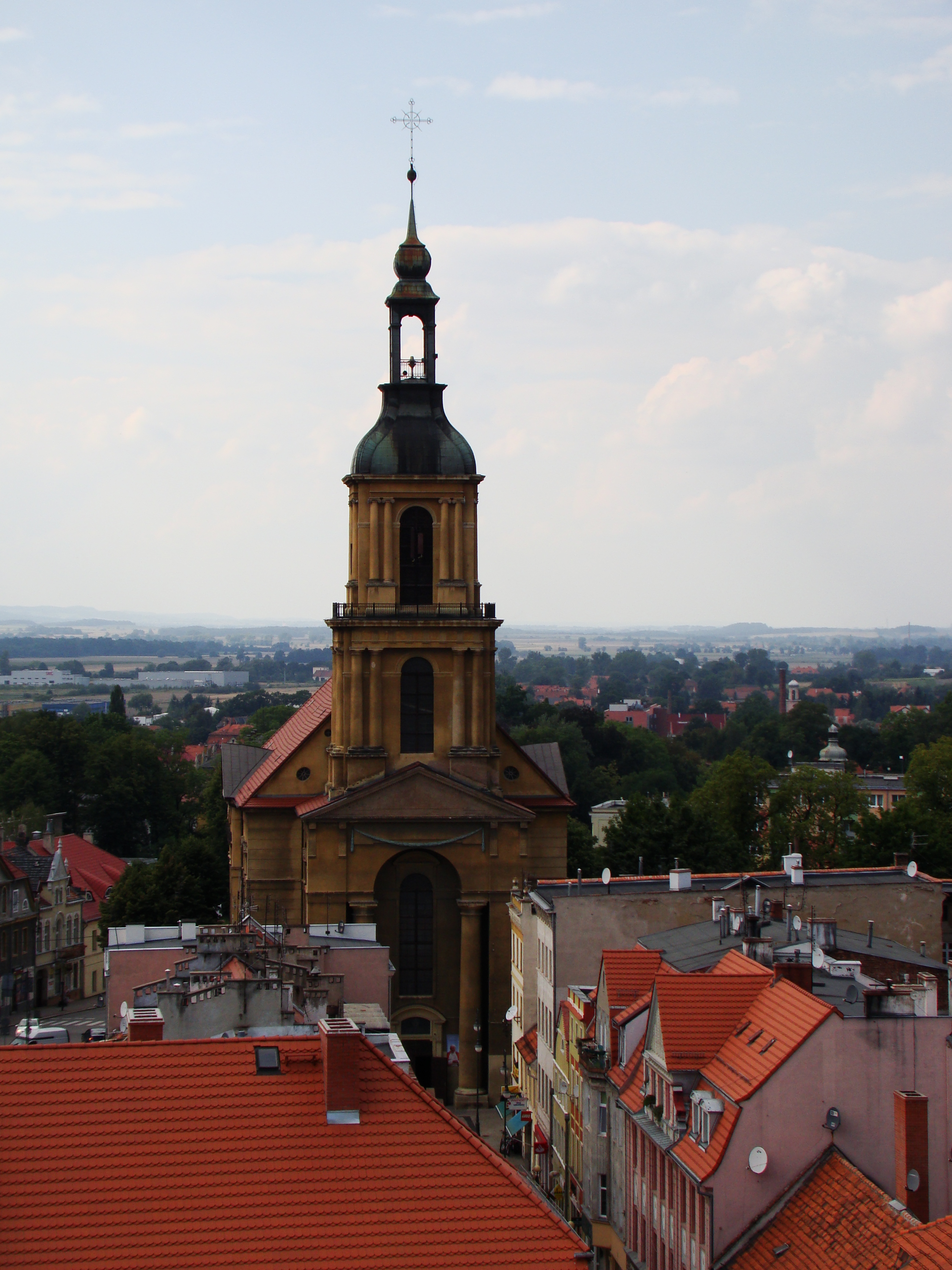
Лютеранская церковь
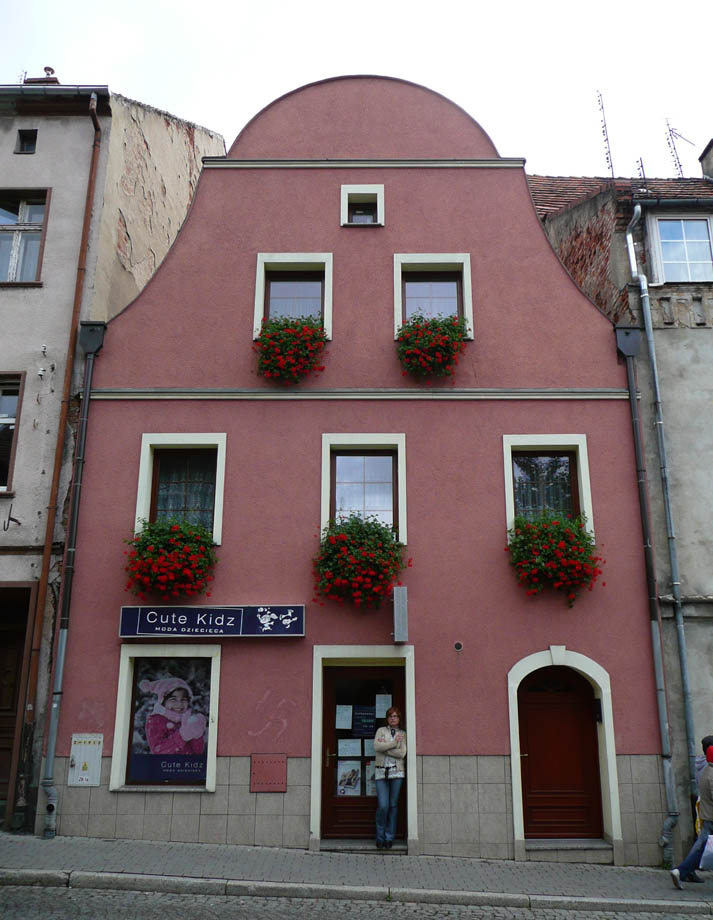
Старинный дом
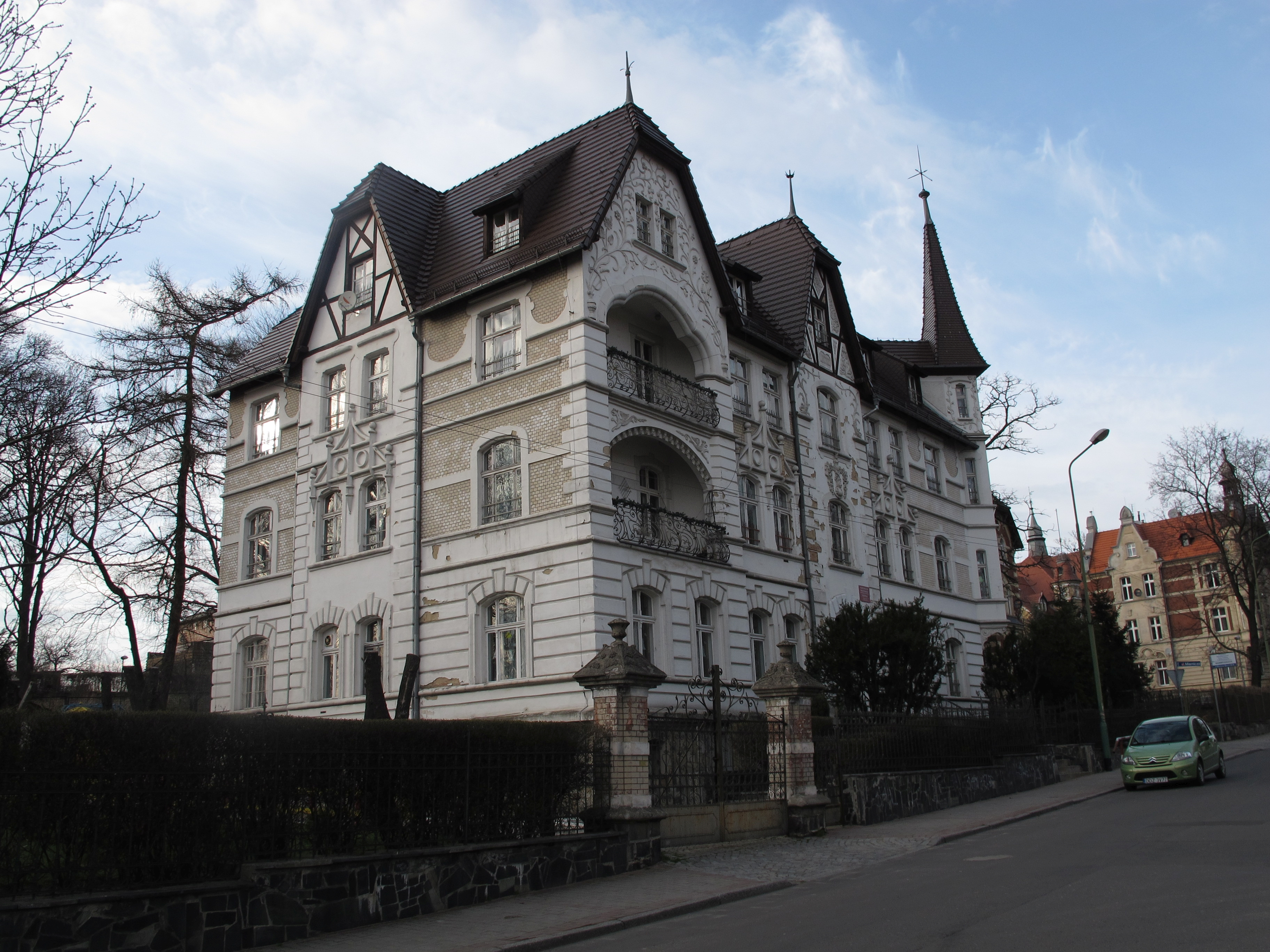
Старинный особняк
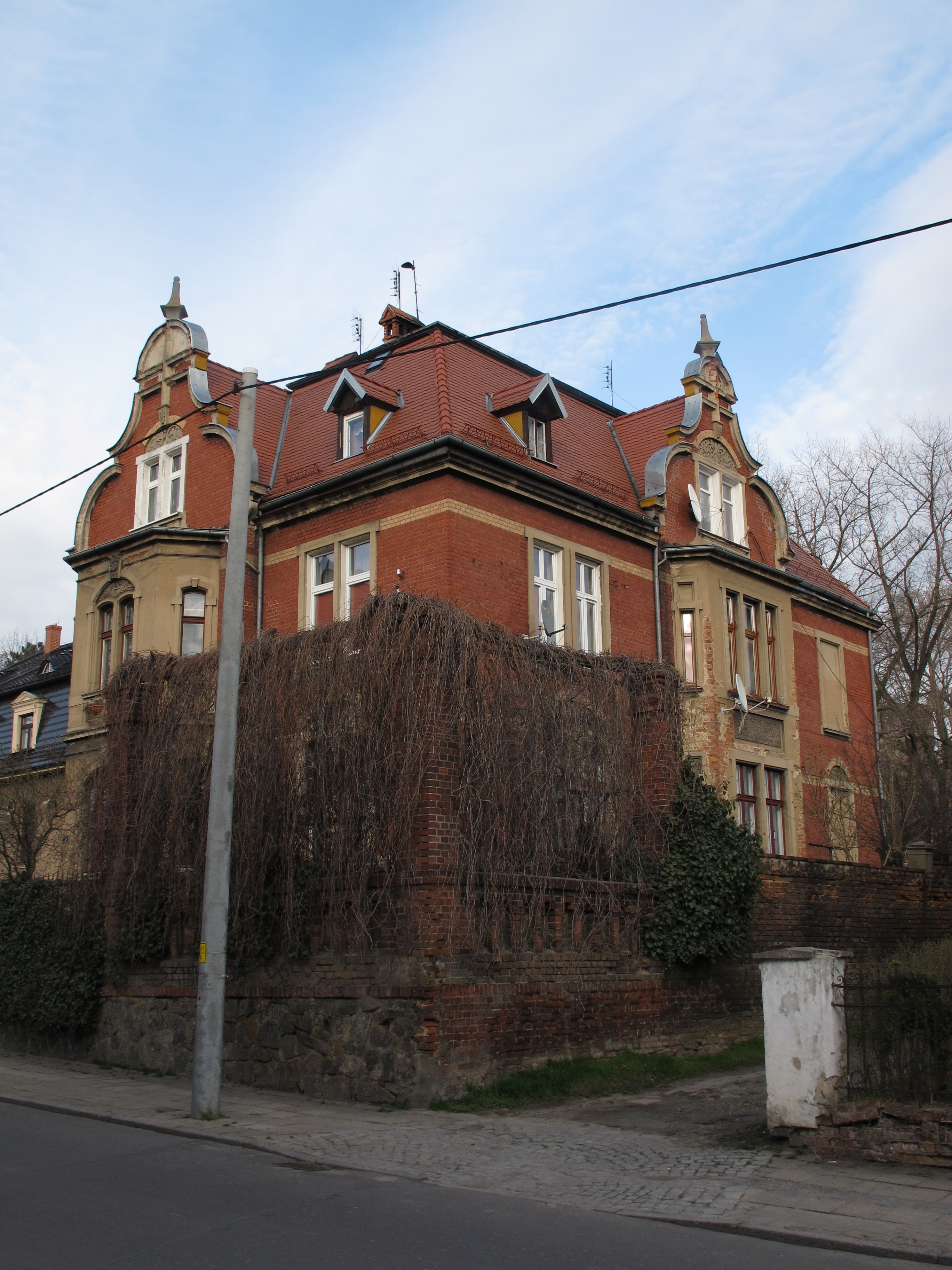
Вилла
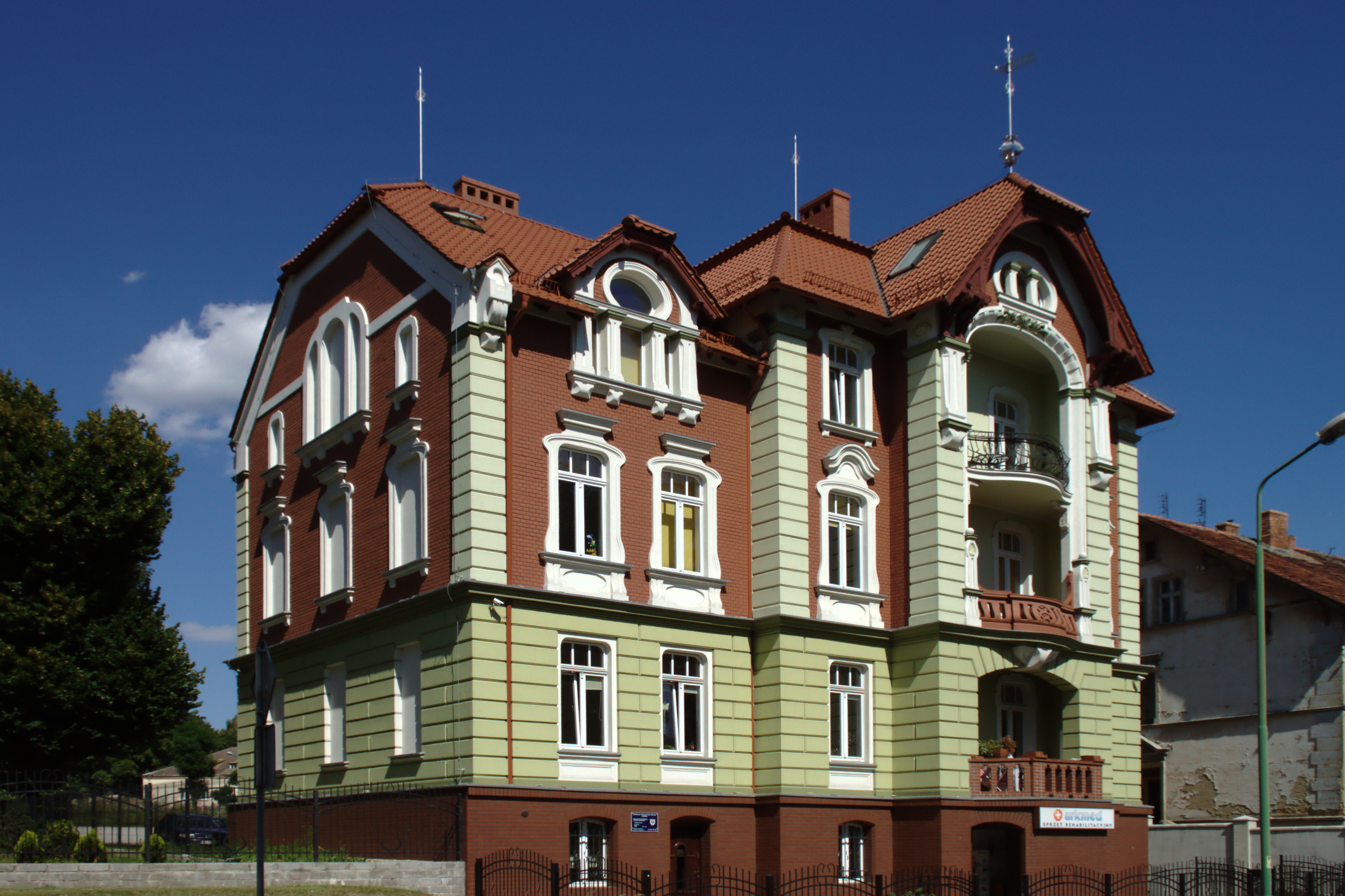
Вилла
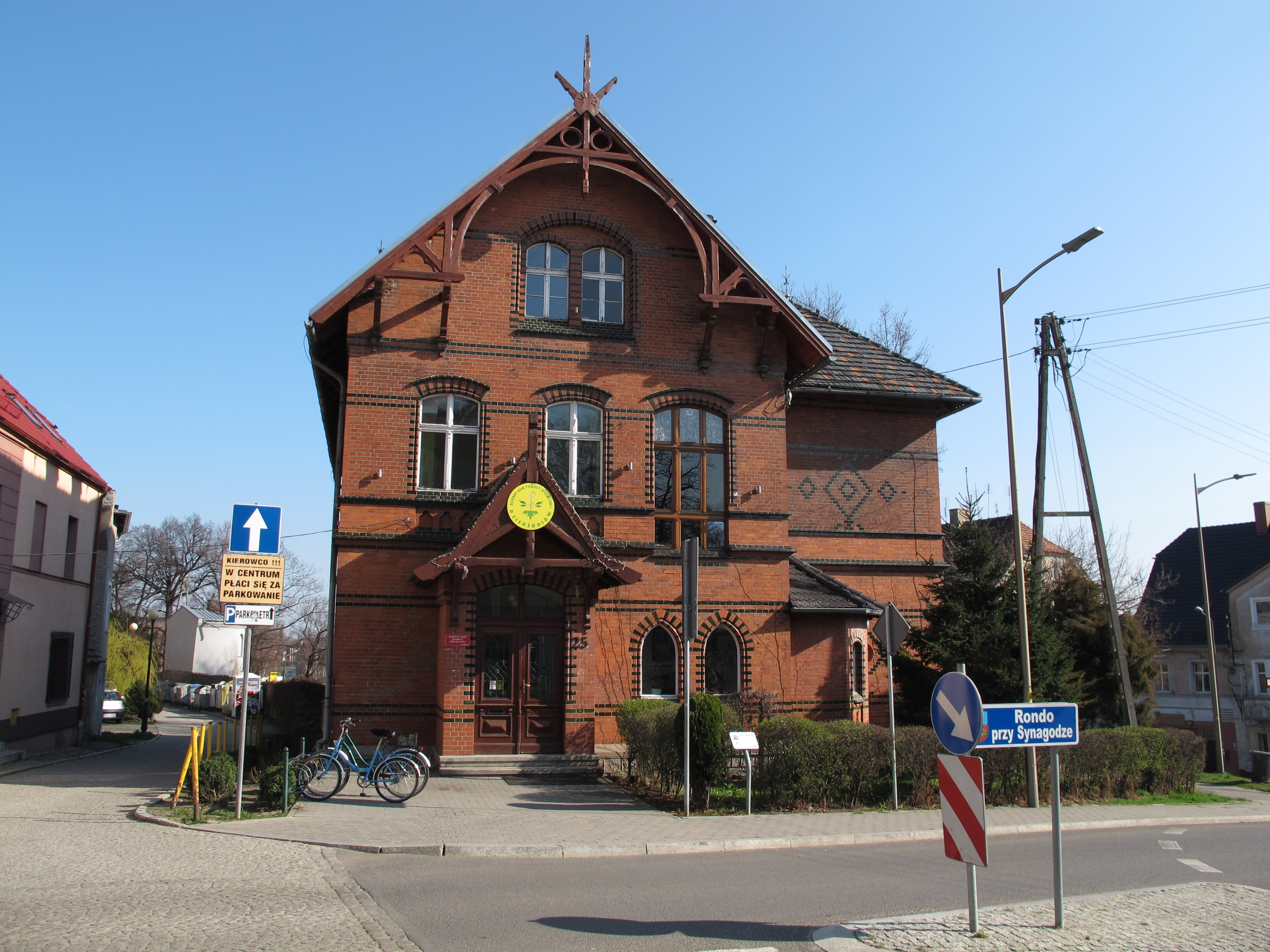
Старинный дом